# Mesamia nervosus
Mesamia nervosus är en insektsart som beskrevs av Henry Fairfield Osborn 1922. Mesamia nervosus ingår i släktet Mesamia och familjen dvärgstritar. Inga underarter finns listade i Catalogue of Life.